# Humiria

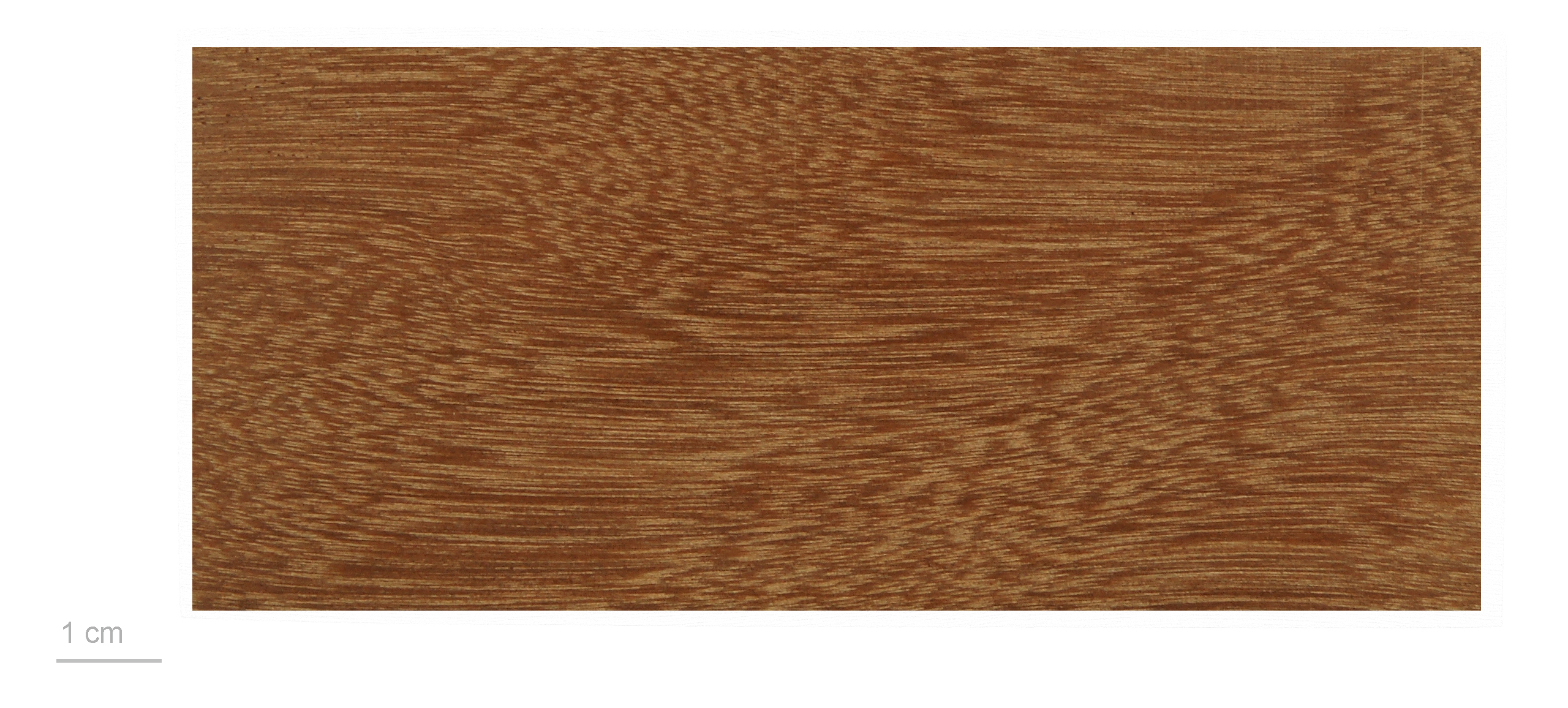
Humiria balsamifera

Humiria es un género de árboles perteneciente a la familia Humiriaceae. Es originario del norte de América del Sur.  Comprende 33 especies descritas y de estas, solo 4 aceptadas.

## Taxonomía
El género fue descrito por Jean Baptiste Christophore Fusée Aublet y publicado en Histoire des Plantes de la Guiane Françoise 564. 1775. La especie tipo es: Humiria balsamifera Aubl.	

## Especies aceptadas
A continuación se brinda un listado de las especies del género Humiria aceptadas hasta mayo de 2014, ordenadas alfabéticamente. Para cada una se indica el nombre binomial seguido del autor, abreviado según las convenciones y usos.  
- Humiria balsamifera Aubl.
- Humiria crassifolia Mart.
- Humiria fruticosa Cuatrec.
- Humiria wurdackii Cuatrec.